# Lahad Datu Standoff

Lahad Datu Standoff

Lahad Datu Standoff (deutsch: Pattsituation von Lahad Datu) oder Lahad-Datu-Krise ist die Bezeichnung der malaysischen Medien für einen bewaffneten Konflikt an der Ostküste des malaysischen Bundesstaates Sabah, der im Dorf Kg. Tanduo im Distrikt Lahad Datu begann. Am 11. Februar 2013 gingen dort etwa 200 militante Anhänger von Jamalul Kiram III an Land, um eine Neuverhandlung historischer Territorialansprüche der Nachfahren des Sultan von Sulu geltend zu machen.
Der Vorfall löste erhebliche diplomatische Spannungen zwischen den Philippinen und Malaysia aus und erreichte mit einem Kampfeinsatz der malaysischen Streitkräfte am 5. März 2013 eine weitere Stufe der Eskalation. Die malaysische Regierung erklärte den Konflikt am 29. Juni 2013 mit der Beendigung der militärischen Operation DAULAT für beendet.

## Hintergründe
Der Konflikt speiste sich aus zwei verschiedenen Auseinandersetzungen, deren Wurzeln teilweise weit in die Geschichte Malaysias bzw. der Philippinen zurückreichen,
- der Territorialstreit um Nordborneo und
- der Erbfolgestreit um das Sultanat von Sulu.

Im Territorialstreit um Nordborneo machen die Philippinen Ansprüche auf das Gebiet des malaysischen Bundesstaats Sabah gelten. Basis der Ansprüche ist der historische Einflussbereich des Sultanats von Sulu, der sich ursprünglich vom Sulu-Archipel bis in die nördlichen und nordöstlichen Küstenregionen von Borneo erstreckte.
Für das von Sultan Jamal-ul Azam am 22. Januar 1878 an die North Borneo Chartered Company abgetretene Land bezahlte die Gesellschaft 5.000 Straits-Dollar.
Bis zum heutigen Tag bezahlt Malaysia eine Summe von jährlich 5.000 Ringgit zur Aufrechterhaltung des Vertrags an die Regierung der Philippinen bzw. entfernte Verwandte des damalig kinderlos verstorbenen Sultans von Sulu, widerspricht aber jeglichen weiteren Ansprüchen.
Die Streitigkeiten beziehen sich auf die Auslegung des damals in Jawi-Schrift abgefassten Vertrags – strittig ist, ob der Vertrag eine Pacht beschreibt oder einen Verkauf. Hiervon wiederum hängt ab, ob die Philippinen als Rechtsnachfolger des Sultanates von Sulu Anspruch auf die ehemaligen Küstenregionen erheben könnten, indem sie z. B. den „Pacht“-Vertrag kündigen. Malaysias Position hingegen ist, dass der Sultan das Land damals gegen jährliche Zahlung verkaufte an die Northern Borneo Chartered Company, deren Rechtsnachfolger der malaysische Staat ist.
Im Erbfolgestreit um das erloschene Sultanat von Sulu beanspruchen verschiedene Abkömmlinge des letzten Sultans von Sulu, der rechtmäßige Thronfolger zu sein. Die bewaffnete Gruppierung in Kg. Tanduo bestand aus Anhängern von Jamalul Kiram III. Neben Kiram III gibt es noch weitere Verwandte des früheren Sultans, die jedoch unterschiedliche Standpunkte im Lahad-Datu-Konflikt vertreten.
Den Auslöser für den Entschluss, mit einer bewaffneten Gruppe auf malaysisches Staatsgebiet einzudringen, lieferte das am 7. Dezember 2012 durch den philippinischen Präsidenten Benigno Aquino III vorgestellte Gerüst für einen Friedensvertrag („Framework Agreement on the Bangsamoro“) mit der Islamischen Befreiungsfront der Moros (MILF), durch das sich die Erben des Sultans von Sulu um ihre Rolle in der Zukunft von Sulu übergangen sahen. In einer Erklärung vom 11. November 2012 forderte Jamalul Kiram III, dass ein Kontingent aus zivilen und militärischen Kräften unter Führung seines Bruders Raja Muda Agbimuddin Kiram seinem Anspruch auf Nordborneo Geltung verschaffen sollte.

## Ablauf

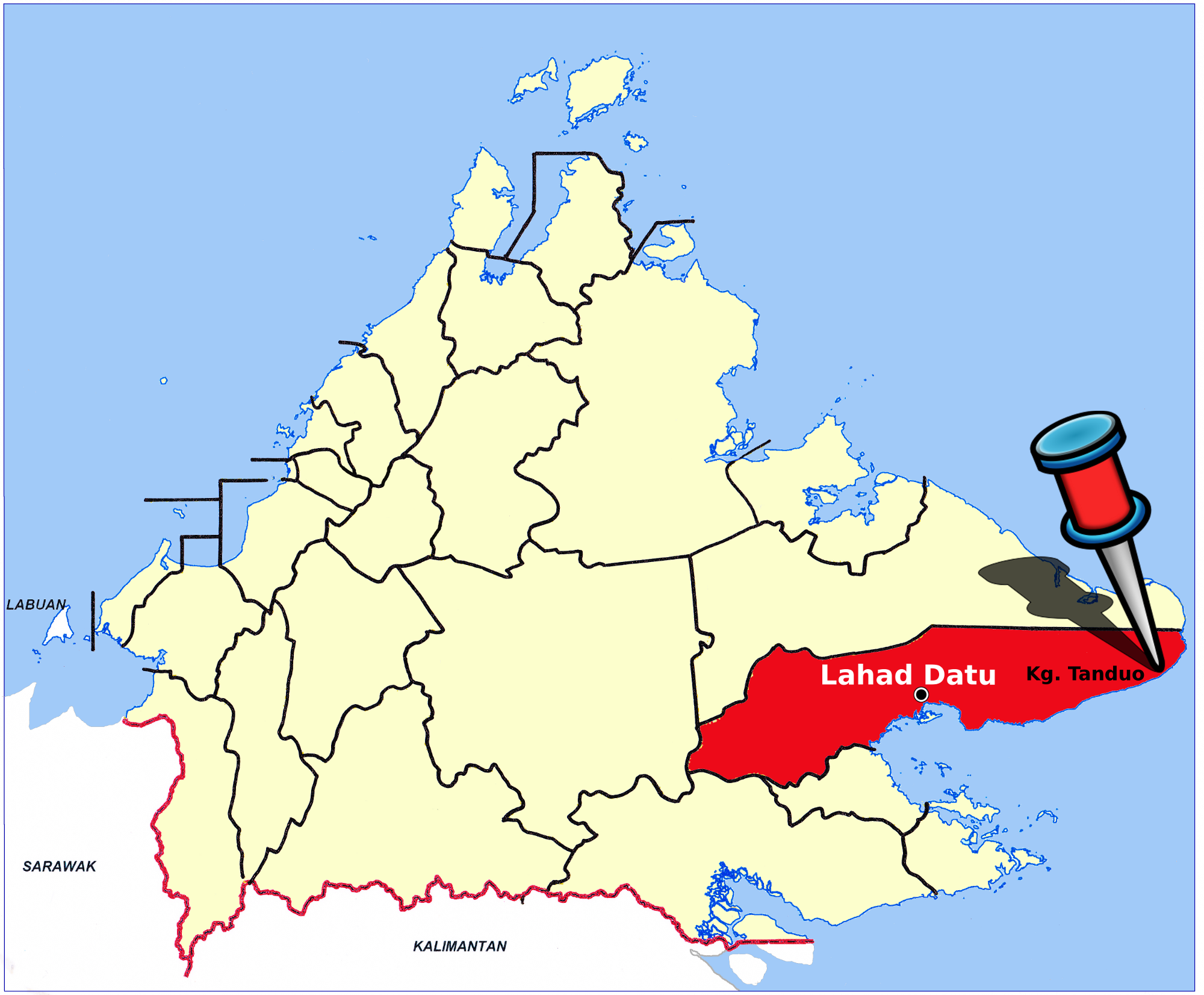
Ausgangspunkt der Krise in Kg. Tanduo

### Besetzung von Kg. Tanduo

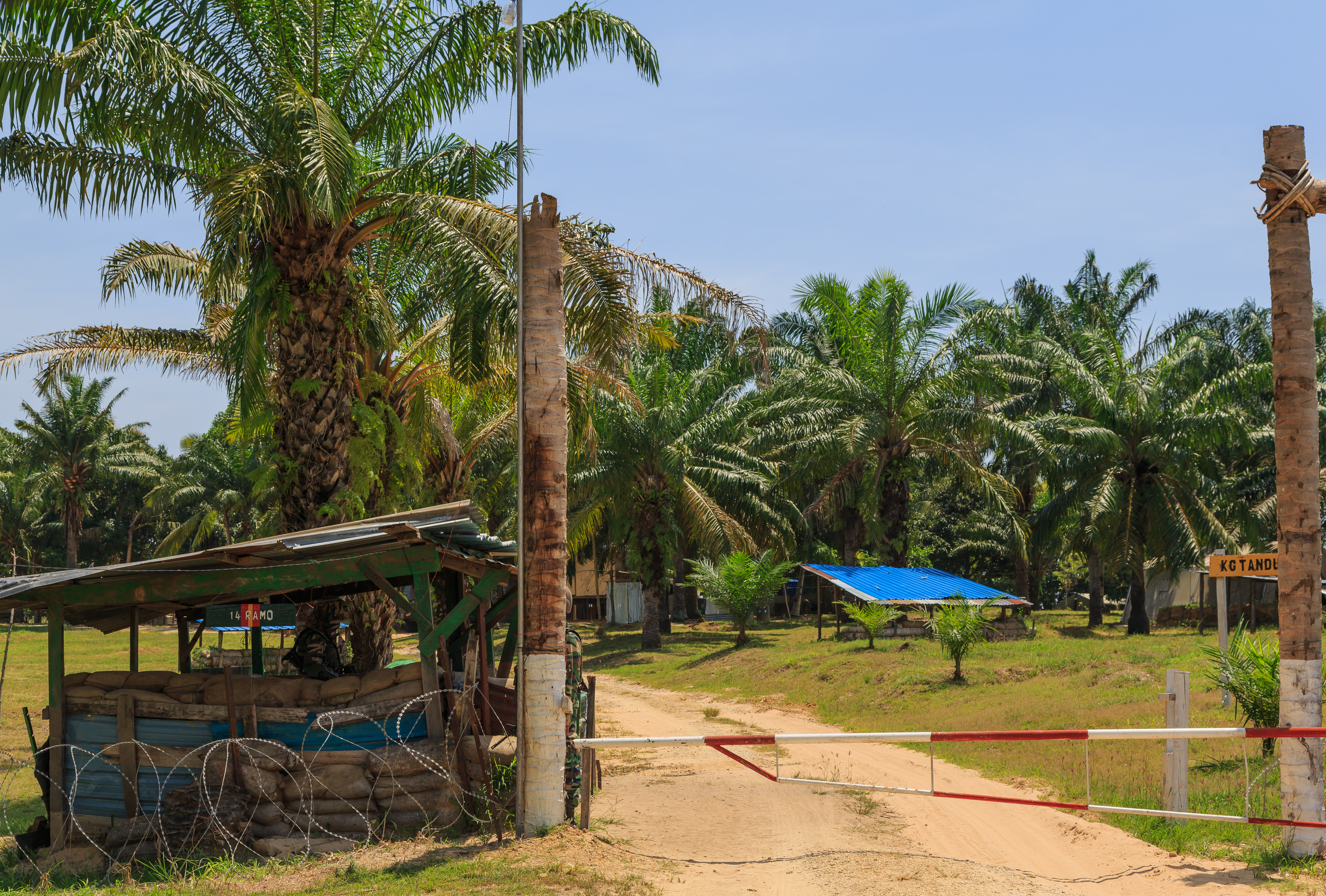
Kg Tanduo im Jahr 2014, nach der Umwandlung in einen militärischen Stützpunkt

Am 11. Februar 2013 erreichte eine Gruppe von 235 uniformierten und teilweise schwer bewaffneten Filipinos unter Führung von Raja Muda Agbimuddin Kiram von Simunul, Tawi-Tawi kommend die kleine Ortschaft Tanduo, etwa 135 Kilometer nordöstlich von Lahad Datu.
Auftraggeber der Gruppe, die sich „Royal Security Forces of the Sultanate of Sulu and North Borneo“ nannte, war Jamalul Kiram III, der sich als rechtmäßigen Thronfolger des Sultanats von Sulu bezeichnet. Kirams Ziel war eine Geltendmachung territorialer Ansprüche an den östlichen Teilen Sabahs, die sich aus dem Nordborneo-Disput über das frühere Nordborneo ergeben.

### Feuergefecht vom 1. März 2013
Ein erweitertes Ultimatum, mit dem die Regierung Malaysias die Besatzer aufgefordert hatte, Sabah unverzüglich zu verlassen, verstrich erfolglos am 26. Februar 2013. Am 1. März gegen 10:15 Uhr ereignete sich ein Schusswechsel zwischen den „Royal Security Forces of the Sultanate of Sulu and North Borneo“ und der malaysischen Polizei, in dessen Verlauf zehn bewaffnete Angehörige des Sultanats getötet und vier weitere verletzt wurden. Auf Seiten der malaysischen Polizeikräfte waren zwei Tote zu beklagen.

### Ausweitung des Konflikts
Am 2. März 2013 meldete der Polizeichef von Sabah, Ismail Omar, dass nahe der zwischen Lahad Datu und Semporna gelegenen Stadt Kunak eine Gruppe von zehn Bewaffneten gesichtet wurde, deren Kampfanzüge denen der Sultanatskämpfer glichen. Die malaysische Regierung begann daraufhin mit einer Verstärkung der Polizei- und Armeeeinheiten, außerdem wurden Angehörige des Royal Malay Regiments nach Sabah verlegt.
Am folgenden Tage, dem 3. März 2013, geriet eine lokale Polizeieinheit während eines Streifengangs gegen 6:30 Uhr in einen Hinterhalt im Dorf Kampung Sri Jaya Siminul. Die knapp zehn Bewaffneten des Sultanats töteten dabei den Leiter der Polizeistation von Bukit Aman und vier Polizisten. Die übrigen Polizisten – etwa 30 Männer aus dem Hauptquartier der Distriktspolizei in Semporna – verschanzten sich im Dorf. Während des Schusswechsels wurden auch zwei Kämpfer des Sultanats getötet. Anderen Berichten zufolge wurden insgesamt sechs malaysische Polizisten und sieben Angreifer getötet – darunter ein Angreifer, der von Dorfbewohnern zu Tode geprügelt wurde, als er versuchte, eine Geisel zu nehmen.

### Angriff der Malaysian Armed Forces
Am 5. März 2013 griffen Kampfflugzeuge der Royal Malaysian Air Force (drei F/A-18 Hornet und fünf BAE Hawks) Kirams Camp in Tanduo an. Die gleichzeitig angreifenden Einsatzkräfte der Armee und der Polizei trafen auf gegnerisches Gewehrfeuer. Bei der nachfolgenden Sicherungsmaßnahme (Codename „Ops Sulu“ bzw. „Ops Daulat“, „Operation Staatshoheit“) wurde festgestellt, dass der Rebellenführer Agbimuddin Kiram und einige seiner Anhänger offensichtlich aus dem Belagerungsring um Kampung Tanduo entkommen waren. Die Sicherheitskräfte durchsuchten daraufhin das umliegende Farmland und die FELDA-Plantagen.

## Politische Auswirkungen
Einige Beobachter äußerten, der Vorfall könne einen Einfluss auf die Immigrationspolitik Malaysias haben. Möglicherweise werde Malaysia entschlossen(er) gegen philippinische Immigranten vorgehen.
Zurzeit leben mehrere hunderttausend Filipinos als illegale Immigranten im Land. Die bisherige Einwanderungspolitik ließ den Illegalen relativ viel Spielraum und mündete in der Vergangenheit mehrfach in groß angelegte Legalisierungsprogramme, bei denen die Illegalen auf einfache Weise die malaysische Staatsbürgerschaft erwerben konnten.

## Reaktionen
Mehrere Staaten gaben nach dem Standoff Reisewarnungen heraus; das Auswärtige Amt riet am 3. März 2013 „aufgrund der augenblicklich unübersichtlichen Lage und einer nicht auszuschließenden Gefährdung auch von Touristen bis auf weiteres von nicht absolut notwendigen Reisen in die Distrikte Tawau, Semporna, Kunak, Lahad Datu, Kinabatangan und Sandakan“ ab. Am 28. Juni 2013 wurde diese Reisewarnung aufgehoben und allgemein auf das Bestehen von Sicherheitszonen (Eastern „Sabah Safety Zone (ESSZONE)“) in einigen Ortschaften der Ostküste hingewiesen; dort sei mit einem erhöhten Aufkommen von Polizei und Militär zu rechnen.